# とちおとめ25

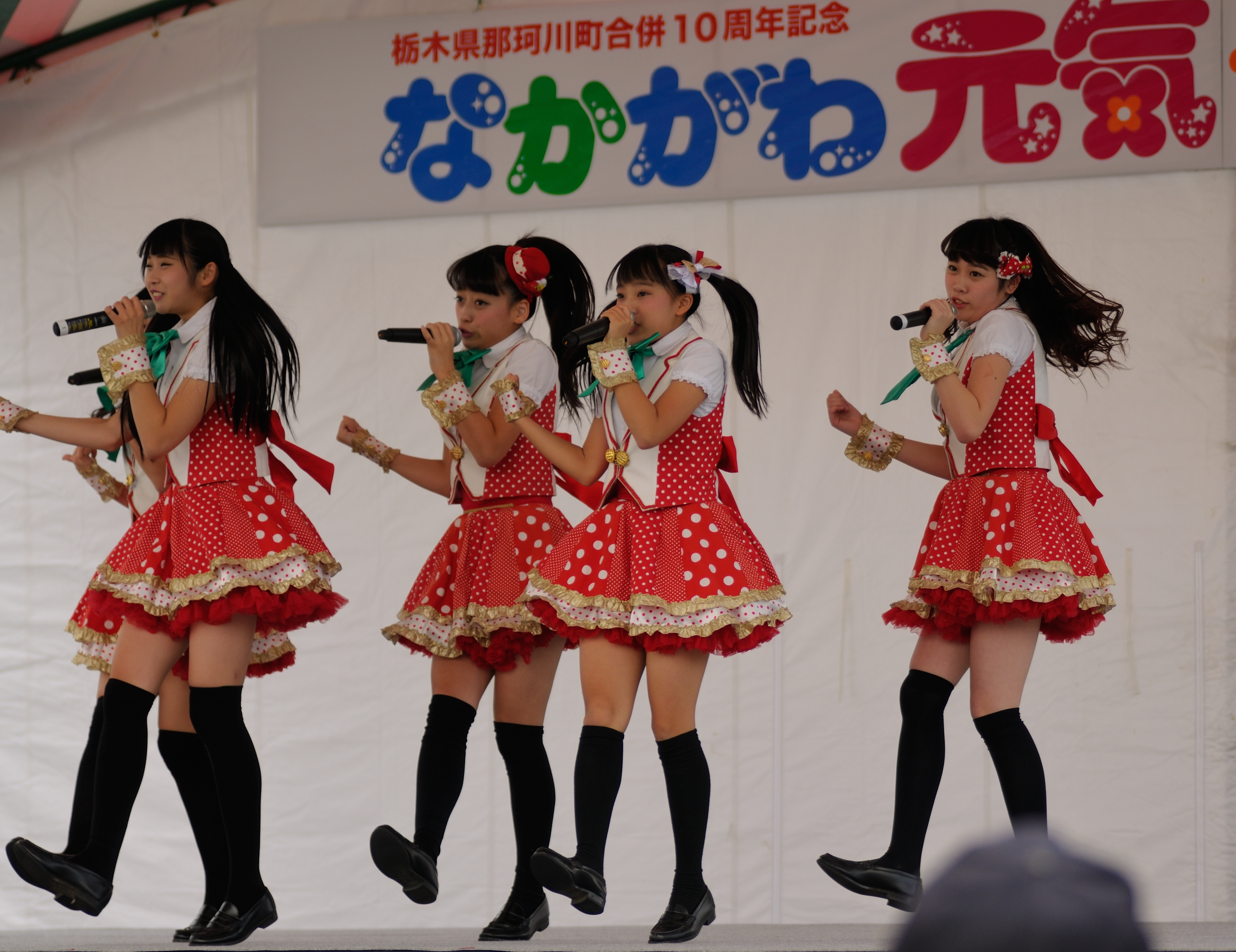
2015年のライブ

とちおとめ25（とちおとめ にじゅうご）は、2010年（平成22年）に結成された栃木県を中心に活動する女性アイドルグループである。レーベルはキングレコード傘下のベルウッド・レコード。平成25年度よりJA全農とちぎから「とちおとめ大使」に任命されており、特産品である栃木県産いちごのPR活動を行っている。「ご当地アイドル殿堂入り」。

## 概要
2010年（平成22年）に開催された上海万博において、栃木の特産品を開催期間中にPRするための「フレッシュな苺をイメージするアイドル」として結成された。開催までの1か月半の準備期間の中で新聞広告によるメンバー募集や、スカウト、オーディションを経て選出された9名が同博の日本産業館JALステージでデビューを果たした。栃木の農産品を国内や世界に向けてアピールし、栃木の酪農、農産物、物産、技術、観光、投資を世界市場に認知させるための”グローバルなローカルアイドル”『グローカルなアイドル』を目指している。

## メンバー
- あおい
- ゆいか
- 星璇

### 練習生
- ゆな

### 元メンバー（練習生、候補生を含む）
- さゆり (SAYURI)
- やべっち (yabetchi)
- ふうこ (fuuko)
- メイ (mei)
- まどか (madoka)
- あきゃね (AKANE)（牛とうたぅあかね）
- くるみ (kurumi) - BEYOOOOONDSリーダーの高瀬くるみ。2019年第61回日本レコード大賞最優秀新人賞受賞。宇都宮観光プロモーションPR大使就任（2020年10月 - 2021年2月）
- やよい (YAYOI) - 元サブリーダー。舞台で活動中
- まい (Mai)
- えり (ERI)
- みゆ (MIYU)
- あい (AI) - 初代リーダー
- ひとみ (HITOMI)
- かりん (KARIN)
- まお (MAO) - 2代目リーダー。結城まお名義で舞台で活動中
- ゆりか (YURIKA)
- るな (LUNA)
- きらり (KIRARI) - ≠MEの落合希来里。
- ももか (MOMOKA) - 3代目リーダー
- ひかり(HIKARI)
- ここあ(COCOA)
- さくら(SAKURA)
- みなみ(minami)

### 備考
メンバーになるには段階があり、オーディションに合格後、レッスン生、練習生、候補生、正規メンバーと昇格する。
|        | ステージデビュー(練習生)          | 候補生 | 正規メンバー | サブリーダー | リーダー |
| ------ | --------------------------------- | ------ | ------------ | ------------ | -------- |
| あおい | 2018/4/22(レッスン生)7/29(練習生) |        |              |              |          |

## 略歴

### 2010年
- 05月01日、上海国際博覧会（上海万博）が開幕。
- 08月22日、宇都宮市のバンバ市民広場において「とちおとめ25ユニットメンバー公開オーディション」を開催。
- 10月18日、上海万博の日本産業館JALステージにて開催された「とちぎウィーク」でユニット結成のデビューイベントを行なう。

### 2011年
- 12月27日、新宿明治安田生命ホールにて開催されたホリプロ主催のご当地アイドルNo.1決定戦「U.M.U AWARD 2011」決勝戦へファイナリストとして出演。

### 2012年
- 02月26日、渋谷CLUB QUATTROにて開催された「第1回アイドル横丁杯!!」に出演。
- 03月04日、JR佐野駅前にて開催された「第2回ご当地萌えキャラまつり」に出演[5]。
- 04月08日、渋谷WWW「つんつべ♂産地直送アイドルフェア」に出演。
- 06月24日、新宿BLAZEにて開催された「第2回つんつべ♂産地直送アイドルフェア in 東京」に出演。
- 07月01日、新木場STUDIOCOASTにて開催された「アイドル横丁夏祭り!!〜2012〜」に出演。
- 08月01日、夏祭り2012〜さいたまスーパーアリーナ〜に出演。
- 08月04日・5日、お台場・青海特設会場にて開催された「TOKYO IDOL FESTIVAL 2012」に出演。
- 08月29日、デビューシングル「とちおとめ25のテーマ」を発売[6][7]。9月10日付オリコン週間シングルインディーズランキング2位を記録した[8]。
- 09月21日、栃木県警宇都宮東警察署の一日署長を委嘱される。
- 11月18日、SHIBUYA-AXで開催された「第3回アイドル横丁祭!!」のステージでリーダーの”あい”が「とちおとめ」をPRする“とちおとめ大使”に立候補[9]。
- 12月01日、栃木県宇都宮市のHEVEN'S ROCK Utsunomiya VJ-2にて初のワンマンライブ「ついにキタ！とちおとめ祭り公演〜みんなで一緒にいちご狩り〜」を開催[10]。

### 2013年
- 01月02日・3日、渋谷公会堂にて開催された「新春アイドル横丁まつり!!〜2013〜」に出演。
- 01月16日、東京国際フォーラムにて開催されたJA全農とちぎ「とちおとめ大使サンプリングキャラバン」出陣式にて「利きいちご」の課題をクリアし正式に「とちおとめ大使」に任命された[11]。
- 01月30日、栃木県県赤十字血液センターが献血の啓発キャンペーンに「とちおとめ25」を起用することを発表[12]。
- 02月13日、2ndシングル「いちごハカセ」発売
- 06月22日、ダイバーシティ東京フェスティバル広場にて開催された「@JAM 2013 “Next Stage LIVE” powerd by Top Yell」に出演。
- 07月07日、新木場STUDIOCOASTにて開催された「アイドル横丁夏まつり!!〜2013〜」に出演。
- 07月27日・28日、お台場・青海特設会場にて開催された「TOKYO IDOL FESTIVAL 2013」に出演。
- 08月25日、SHIBUYA-AXにて開催された「ジモドルフェスタ2013 SUMMER」に出演。
- 08月28日、3rdシングル「GYO-ZA Party」を発売。
- 10月12日、栃木県警日光警察署の一日警察署長を委嘱される。
- 11月16日、ベトナム・ホーチミン市の9月23日公園にて開催された「日越友好40周年記念　Japan Festival in Vietnam2014」に出演、ファンツアーを開催[13]。
- 12月7日、新メンバー募集オーディションを開催。

### 2014年
- 01月15日、日本テレビなどで「栃木県産とちおとめ」のとちおとめ25出演テレビCM放送開始[14]。
- 02月15日、宇都宮パルティホールにて「とちおとめ25の栃木感謝祭〜いちご作戦開始！〜」を開催。
- 02月19日、とちぎテレビ開局15周年を記念して同局初の実写ヒーロー番組「雷様剣士ダイジ」の制作と、メンバーの”くるみ”が「とちおとめ姫」役で出演することが発表された[15]。
- 02月23日、新木場STUDIOCOASTにて開催された「ウタ娘スーパーライブ2014Winter」2部に出演。
- 03月19日、1stアルバム『LOVE♡とちぎ』を発売[16]。
- 04月05日、ララスクエア宇都宮にてラジオレギュラー番組「とちおとめ25の可愛いだけの苺じゃない!」公開録音[17]。
- 05月11日、RADIO BERRYプロモーションスタジオにて開催された「平成25年度産とちおとめフェスティバル〜まだまだ旬です。とちおとめ〜」に出演[18]。
- 06月22日、マウントレーニアホール渋谷にて「とちおとめ25東京初ワンマンライブ〜いちご作戦〜CODE03〜」開催。
- 07月06日、新木場STUDIOCOASTにて開催された「アイドル横丁夏まつり!!〜2014〜」に出演。
- 08月24日、フジテレビ本社屋1F広場マイナビステージにて「とちおとめ25LIVE〜お台場新大陸でいちご作戦〜」開催。
- 08月31日、横浜アリーナにて開催された「＠JAM EXPO 2014」に出演。
- 10月22日、4thシングル「和牛ファイヤー!」を発売[19]。

### 2015年
- 01月03日、小杉放菴記念日光美術館にて初ライブ「いちご一期・とちおとめ25〜ご当地アイドルがご当地美術館へやって来る」開催[20]。
- 04月22日、5thシングル「ゆ」発売。

### 2016年
- 08月30日、6thシングル「くのいちGO!」発売。

### 2020年
- 10月18日、結成10年を迎えて日本ご当地アイドル活性協会より『ご当地アイドル殿堂入り』に認定された[21]。

### 2024年
- 4月、6月に開催されるクロちゃん主催の大型フェス「クロフェス2024 ～5周年だよ！全員集合！だしん！～」にて栃木県代表として選出が発表[22]。
- 6月25日、「2024年上半期未発掘アイドルセレクト10」に選出される[23]。

### 2025年
- 7月27日、9月に開催されるクロちゃん主催の大型フェス「クロフェス2025 6年目！クロフェスと結婚するしん！」にて栃木県代表として2年連続選出が発表[24]。

## 作品
※順位はオリコン週間 CDシングル・アルバム週間ランキング最高位。

### シングル
| #  | リリース日     | タイトル             | 順位 | タイプ                          | カップリング曲                                          | 販売形態  | 規格品番                                |
| -- | -------------- | -------------------- | ---- | ------------------------------- | ------------------------------------------------------- | --------- | --------------------------------------- |
| 01 | 2012年08月29日 | とちおとめ25のテーマ | 43位 | type と type ち type ぎ         | いちご記念日 あの空をこえて〜2012〜 きゅんきゅんラブ    | CD        | BZCM-1039 BZCM-1040 BZCM-1041           |
| 02 | 2013年02月13日 | いちごハカセ         | 33位 | type ト type チ type ギ         | いちごパフェ この街で 君にありがとう                    | CD        | BZCM-1045 BZCM-1046 BZCM-1047           |
| 03 | 2013年08月28日 | GYO-ZA Party         | 32位 | type TO type CHI type GI        | 愛のサガン もやもやラビリンス 未来に立って今を見て      | CD        | BZCM-1051 BZCM-1052 BZCM-1053           |
| 04 | 2014年10月22日 | 和牛ファイヤー!      | 40位 | type 和 type 牛                 | きっと、これは恋なの                                    | CD+DVD CD | BZCM-91061 BZCM-1061                    |
| 05 | 2015年04月22日 | ゆ                   | 30位 | type ゆ type け type む type り | FLOWER WAY ONE! TWO! THREE! FLOWER WAY ONE! TWO! THREE! | CD        | BZCM-1070 BZCM-1071 BZCM-1072 BZCM-1073 |
| 6  | 2016年08月30日 | くのいちGO!          | 87位 | 初回限定盤 type A type B        | いちご記念日(ICHIGO☆MIX) 新しい夢を描こう 乙女の法則    | CD+DVD CD | BZCM-91085 BZCM-1085 BZCM-1086          |

### フルアルバム
| #  | リリース日     | タイトル    | 順位 | 販売形態  | 規格品番             | タイプ          | 備考 |
| -- | -------------- | ----------- | ---- | --------- | -------------------- | --------------- | --- |
| 01 | 2014年03月19日 | LOVE♥とちぎ | 72位 | CD+DVD CD | BZCS-91108 BZCS-1108 | type 栃 type 木 | 1st、2nd、3rdシングル曲のうち「もやもやラビリンス」を除く11曲と「どっかーん！いちご作戦」の合計12曲を収録 |

## 出演

### テレビ
- 上海音楽物語 IN JAPAN（2010年11月14日、ICS上海放送）
- 空から日本を見てみよう（2011年2月3日、テレビ東京）
- さんまのSUPERからくりTV（2011年6月5日、TBSテレビ）
- 雑学バラエティ なるほど!オナマエ堂2（2011年9月11日、テレビ西日本）
- ハッピーMusic（2011年11月12日、2012年3月23日、日本テレビ）
- 新春特集 「とちおとめ25」日本一に挑戦 （2012年1月3日、とちぎテレビ）
- カミスン!（2012年1月30日、TBSテレビ）
- 行きたい!食べたい!遊びたい!ぐんま&とちぎスペシャル（2012年3月31日、NHK総合）
- MUSiC×iD（2013年6月14日、BSスカパー!・スペースシャワーTVプラス）- リピート放送
- ときめきとちぎ（2014年7月11日 -、NHK宇都宮11:30 - 12:00）- 「ひるまえほっと」内、毎週金曜レギュラー出演
- イブニング6毎週月曜「シネマズ a GoGo」（とちぎテレビ）- あいレギュラー出演

### ラジオ
- IT'sきたかん「きたかん噂のかんばんガール」（2011年2月13日、CRT栃木放送）
- B★BOX（2011年12月26日、RADIO BERRY FM栃木）
- 沖井博行 OPEN YOUR HEART（2012年2月2日、CRT栃木放送）- 3週連続ゲスト出演
- Rock On（2013年10月4日 - 2016年3月25日、CRT栃木放送 金曜日22:20 - 22:30）- レギュラー
  - 金曜日担当「とちおとめ25のストロベリーNight」
  - 放送枠は2014年4月4日放送回まで20:50 - 21:00、同年4月11日放送回より22:20 - 22:30に変更。
- とちおとめ25の可愛いだけの苺じゃない！（2013年11月6日 - 2016年3月23日、RADIO BERRY FM栃木 水曜日20:30 - 20:55）- レギュラー
- とちおとめ25のFM (2016年4月1日 - 2019年3月29日[25]、RADIO BERRY FM栃木 金曜日) - レギュラー

### インターネットテレビ
- ドルスタ!!（2012年6月28日、Ameba Studio）

### 雑誌
- 弾丸Dash ご当地アイドルグループアラカルト（2011年6月7日発売）
- 特冊新鮮組DX 地方アイドル甲子園（2011年7月6日発売)
- ベストカー おらが町のローカルアイドルカタログ（2011年7月8日発売)
- Tokyo graffiti全国ローカルアイドル大特集! （2011年12月21日発売1月号）
- 2012ご当地アイドル大図鑑U.M.U AWARD2011 オフィシャルブック（2011年12月26日発売）
- 週刊漫画ゴラク・女熱大陸（2012年2月24日発売）
- BUBUKA（ブブカ）・ディスカバリーロコドルChannel（2012年4月28日発売）
- 全国あいどるmap2012 - 2013（2012年6月30日発売）

### 公式サイト
- 栃木発信ご当地アイドル とちおとめ25公式ウェブサイト

### 公式ブログなど
- とちおとめ25オフィシャルブログ - Ameba Blog
- 栃木発信ご当地アイドル とちおとめ25 (tochiotome25) - Facebook
- とちおとめ25 (218355471535360) - Facebook
- とちおとめ25 (@tochiotome25) - X（旧Twitter）

### その他
- とちおとめ25 - CHEERZ
- とちおとめ25の可愛いだけの苺じゃない! - 番組ページ
- 栃木のいちご とちおとめ｜JA全農とちぎ